# Airwolf (jeu vidéo, 1984)
Airwolf est le premier jeu vidéo issu de la licence Supercopter (Airwolf). Sa première édition date de 1984 sur ZX Spectrum. Il a été porté l'année suivante sur d'autres micro-ordinateurs grand public.
Sur Amstrad, il est impossible de terminer le jeu : en effet, dans la salle numéro 8 où se situe le prisonnier à libérer, le jeu part dans une boucle infinie sur l'adresse 698A. Le jeu teste également ce que l'on fait dans la salle numéro 9, qui n'existe pas dans le jeu.

## Synopsis
Le joueur dirige un hélicoptère dans un souterrain. Pour progresser, il doit détruire tout ce qui s'y trouve. Le but est de libérer cinq scientifiques prisonniers.

## Portages et rééditions
- 1985 : Amstrad CPC, édité par Amsoft[2]
- 1985 : Commodore 64[3]
- 1985 : Commodore Plus/4[4]
- 1985 : BBC Micro[5]

## Accueil
Zzap!64 lui attribue une note de 60 % pour la présentation, de 82 % pour le graphisme et de 58 % pour le son.